# Ріккі Беренс
Ріккі Беренс  (англ. Ricky Berens, 21 квітня 1988) — американський плавець, олімпійський чемпіон.

## Виступи на Олімпіадах
| Олімпіада   | Дисципліна                            | Місце |
| ----------- | ------------------------------------- | ----- |
| Пекін 2008  | естафета 4 × 200 вільним стилем       | 1     |
| Лондон 2012 | плавання на 200 метрів вільним стилем | 9     |
| Лондон 2012 | естафета 4 × 100 вільним стилем       | 2     |
| Лондон 2012 | естафета 4 × 200 вільним стилем       | 1     |